# Sven Edlund

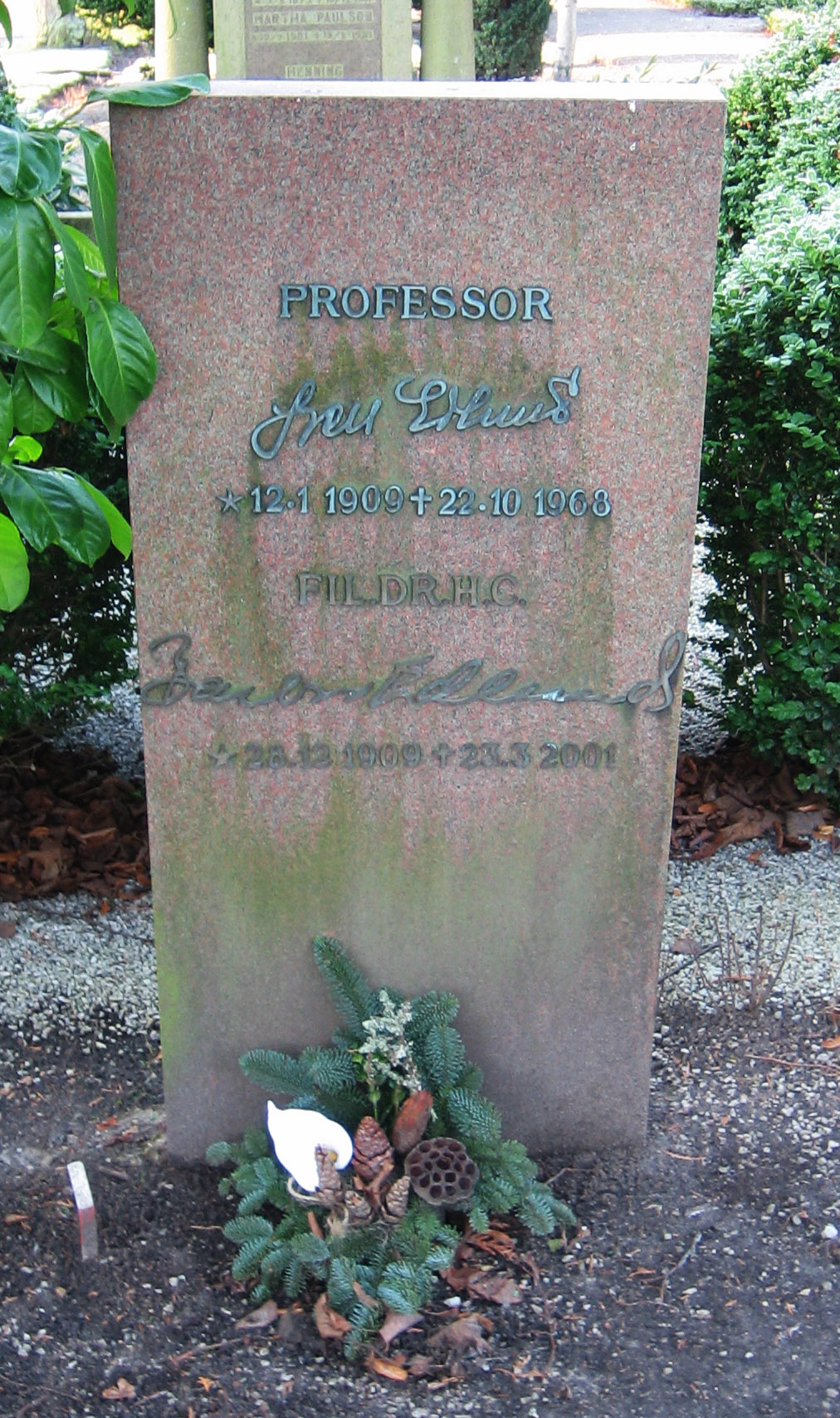
Sven Edlunds gravsten på Norra kyrkogården i Lund.

Sven Edlund, född den 12 januari 1909 i Kvistbro församling, död den 22 oktober 1968 i Lund, var en svensk pedagog och professor i pedagogik och pedagogisk psykologi vid Lunds universitet. Edlund installerades 1956 som den förste professorn på den nyinrättade professorsstolen i pedagogik och pedagogisk psykologi i Lund.
Han ligger begravd på Norra kyrkogården i Lund.